# Cethojsza
A cethojsza (Pachyptila) a madarak (Aves) osztályának a viharmadár-alakúak (Procellariiformes) rendjébe, ezen belül a viharmadárfélék (Procellariidae) családjába tartozó nem.

## Rendszertani besorolásuk
A cethojszafajokat a legközelebbi rokonukkal együtt, a monotipikus kék viharmadárral (Halobaena caerulea) (Gmelin, 1789), a viharmadárféléken belül külön alcsoportba sorolják, azaz legalábbis egyes rendszerezők. Ha ez a csoportosítás általánosan elfogadott lesz, akkor ez a madárcsoport megkaphatja a nemzetségi státuszt.

## Rendszerezés
A nembe az alábbi 6 élő faj tartozik:
- vékonycsőrű cethojsza (Pachyptila belcheri) (Mathews, 1912)[3]
- vastagcsőrű cethojsza (Pachyptila crassirostris) (Mathews, 1912)[4]
- antarktiszi cethojsza (Pachyptila desolata) Gmelin, 1789[5]
- Pachyptila salvini (Mathews, 1912)[6]
- gerlecsőrű cethojsza (Pachyptila turtur) (Kuhl, 1820)[7]
- szélescsőrű cethojsza (Pachyptila vittata) (G. Forster, 1777)[8]

### Fordítás
- Ez a szócikk részben vagy egészben  a   Pachyptila című angol Wikipédia-szócikk ezen változatának fordításán alapul.  Az eredeti cikk szerkesztőit annak laptörténete sorolja fel. Ez a jelzés csupán a megfogalmazás eredetét és a szerzői jogokat jelzi, nem szolgál a cikkben szereplő információk forrásmegjelöléseként.